# Estación de Tiradentes
La Estación de Tiradentes es una estación de tren localizada en el municipio minero de Tiradentes.
En 1984, con la erradicación de todo el tramo de ancho de 0,76 m de la línea de la Barra del Paraopeba, el tramo entre São João del-Rei y Tiradentes fue mantenido: a día de hoy, ruedan las composiciones a vapor entre las dos estaciones, con fines turísticos. El paseo es operado por el Ferrocarril Centro-Atlântica (FCA).